# Artturi Laakso
Artturi Laakso (26 de octubre de 1893 – 22 de septiembre de 1976) fue un actor teatral, cinematográfico y televisivo finlandés.

## Biografía
Su nombre completo era Artturi Verneri Laakso, y nació en Hollola, Finlandia, siendo su padre Kustaa Aaretti Adamsson y su hermano Uuno Laakso. Fue actor teatral en diferentes locales, entre ellos el Teatro de Víborg y el Teatro de la Ciudad de Helsinki (Helsingin kaupunginteatteri), actuando también posteriormente en teatro radiofónico. Por otro lado, Laakson inició ya mayor su carrera en el cine, pues tenía 44 años cuando rodó su primer film. En total, actuó en una cincuentena de producciones entre 1937 y 1973, realizando fundamentalmente papeles de reparto, además de participar en películas de carácter educativo. Como premio a su trayectoria, en el año 1957 recibió la Medalla Pro Finlandia.
Artturi Laakson falleció en Helsinki en 1976. Había estado casado con la actriz Elsa Turakainen. 

## Filmografía (selección)
- 1937 : Kuriton sukupolvi
- 1939 : Helmikuun manifesti
- 1939 : Halveksittu
- 1939 : Eteenpäin – elämään
- 1940 : Runon kuningas ja muuttolintu
- 1940 : Tavaratalo Lapatossu & Vinski
- 1942 : Onni pyörii
- 1943 : Tuomari Martta
- 1943 : Suomisen taiteilijat
- 1945 : Ristikon varjossa
- 1947 : Särkelä itte
- 1948 : Haaviston Leeni
- 1949 : Katupeilin takana
- 1950 : Orpopojan valssi
- 1950 : Professori Masa
- 1952 : Radio tulee hulluksi
- 1952 : Komppanian neropatit
- 1954 : Taikayö
- 1954 : Niskavuoren Aarne
- 1955 : Kunnian kukko
- 1955 : Rakas lurjus
- 1955 : Pekka ja Pätkä puistotäteinä
- 1955 : Onni etsii asuntoa
- 1955 : Nukkekauppias ja kaunis Lilith
- 1957 : Taas tyttö kadoksissa!
- 1957 : Pekka ja Pätkä salapoliiseina
- 1957 : Niskavuori taistelee
- 1957 : Pikku Ilona ja hänen karitsansa
- 1957 : 1918 – mies ja hänen omatuntonsa
- 1958 : Nuori mylläri
- 1959 : Punainen viiva
- 1960 : Opettajatar seikkailee
- 1962 : Pojat
- 1962 : Vaarallista vapautta
- 1968 : Täällä Pohjantähden alla
- 1973 : Pohjantähti